# Eleições regionais na Catalunha em 2003
As eleições regionais na Catalunha em 2003 foram realizadas a 16 de Novembro e, serviram para eleger os 135 deputados para o Parlamento Regional.
Quanto aos resultados eleitorais, repetiu-se o cenário de 1999, em que, o Partido dos Socialistas da Catalunha foi o partido mais votado, mas, graças às vitórias nos círculos eleitorais mais pequenos, a Convergência e União continuou como o partido com mais deputados. Apesar disto, tanto socialistas como convergentes, perderam imensos votos e deputados, com o PSC a cair 6,7% e perder 10 deputados e a CiU a cair 6,8% e perder 10 deputados.
O grande vencedor das eleições foi a Esquerda Republicana da Catalunha, que obteve o seu melhor resultado eleitoral em regionais, conquistado 16,4% dos votos e 23 deputados, o que representa uma subida de 7,7% dos votos e 11 deputados.
Os outros dois partidos, o Partido Popular e a Iniciativa pela Catalunha Verdes, coligada com a Esquerda Unida e Alternativa, subiram em votos e deputados, ficando com 11,9% e 15 deputados e 7,3% e 9 deputados, respectivamente.
Após as eleições, os socialistas, pela primeira vez, chegaram à liderança do governo catalão, após chegarem a acordo com Esquerra e Iniciativa, algo que ficou conhecido como o "tripartit".

## Resultados Oficiais
| Partido                 | Partido                                               | Votos     | %               | +/-    | Deputados | +/-    |
| ----------------------- | ----------------------------------------------------- | --------- | --------------- | ------ | --------- | ------ |
|                         | Partido dos Socialistas da Catalunha                  | 1 031 454 | 31,16 / 100,00  | 6,69   | 42 / 135  | 10     |
|                         | Convergência e União                                  | 1 024 425 | 30,94 / 100,00  | 6,76   | 46 / 135  | 10     |
|                         | Esquerda Republicana da Catalunha                     | 544 324   | 16,44 / 100,00  | 7,77   | 23 / 135  | 11     |
|                         | Partido Popular                                       | 393 499   | 11,89 / 100,00  | 2,38   | 15 / 135  | 3      |
|                         | Iniciativa pela Catalunha Verdes-Esquerda Alternativa | 241 163   | 7,28 / 100,00   | 3,35   | 9 / 135   | 6      |
|                         | Outros                                                | 45 406    | 1,37 / 100,00   |        | 0 / 135   |        |
| Votos Inválidos         | Votos Inválidos                                       | 39 005    | 1,17 / 100,00   | 0,01   |           |        |
| Total                   | Total                                                 | 3 319 276 | 100,00 / 100,00 |        | 135 / 135 |        |
| Eleitorado/Participação | Eleitorado/Participação                               | 5 307 837 | 62,54 / 100,00  | 3,34   |           |        |
| Fonte                   | Fonte                                                 | [ 11 ]    | [ 11 ]          | [ 11 ] | [ 11 ]    | [ 11 ] |

## Resultados por Províncias
| Província | %     | D   | %     | D   | %     | D   | %     | D  | %      | D      | D   | Votantes  |
| Província | PSC   | PSC | CiU   | CiU | ERC   | ERC | PP    | PP | ICV-EA | ICV-EA | D   | Votantes  |
| --------- | ----- | --- | ----- | --- | ----- | --- | ----- | -- | ------ | ------ | --- | --------- |
| Barcelona | 33,17 | 29  | 28,78 | 25  | 15,16 | 13  | 12,55 | 11 | 8,03   | 7      | 85  | 2 490 587 |
| Girona    | 23,65 | 4   | 38,67 | 7   | 21,90 | 4   | 8,07  | 1  | 5,34   | 1      | 17  | 307 071   |
| Lérida    | 22,45 | 4   | 41,44 | 7   | 19,92 | 3   | 9,67  | 1  | 4,35   | -      | 15  | 204 559   |
| Tarragona | 28,22 | 5   | 33,76 | 7   | 19,03 | 3   | 11,78 | 2  | 5,20   | 1      | 18  | 317 059   |
| Catalunha | 31,16 | 42  | 30,94 | 46  | 16,44 | 23  | 11,89 | 15 | 7,28   | 9      | 135 | 3 319 276 |

### Barcelona
| Partido                 | Partido                                               | Votos     | %               | +/-  | Deputados | +/- |
| ----------------------- | ----------------------------------------------------- | --------- | --------------- | ---- | --------- | --- |
|                         | Partido dos Socialistas da Catalunha                  | 824 270   | 33,17 / 100,00  | 6,82 | 29 / 85   | 7   |
|                         | Convergência e União                                  | 715 140   | 28,78 / 100,00  | 6,36 | 25 / 85   | 6   |
|                         | Esquerda Republicana da Catalunha                     | 376 669   | 15,16 / 100,00  | 7,43 | 13 / 85   | 6   |
|                         | Partido Popular                                       | 311 928   | 12,55 / 100,00  | 2,64 | 11 / 85   | 3   |
|                         | Iniciativa pela Catalunha Verdes-Esquerda Alternativa | 199 553   | 8,03 / 100,00   | 3,08 | 7 / 85    | 4   |
|                         | Outros                                                | 35 065    | 1,41 / 100,00   |      | 0 / 15    |     |
| Votos Inválidos         | Votos Inválidos                                       | 27 962    | 1,13 / 100,00   | 0,01 |           |     |
| Total                   | Total                                                 | 2 490 587 | 100,00 / 100,00 |      | 15 / 15   |     |
| Eleitorado/Participação | Eleitorado/Participação                               | 4 010 834 | 62,10 / 100,00  | 3,25 |           |     |

### Girona
| Partido                 | Partido                                               | Votos   | %               | +/-     | Deputados | +/-     |
| ----------------------- | ----------------------------------------------------- | ------- | --------------- | ------- | --------- | ------- |
|                         | Convergência e União                                  | 118 286 | 38,67 / 100,00  | 9,88    | 7 / 17    | 2       |
|                         | Partido dos Socialistas da Catalunha                  | 72 352  | 23,65 / 100,00  | 5,57    | 4 / 17    | 1       |
|                         | Esquerda Republicana da Catalunha                     | 66 989  | 21,90 / 100,00  | 9,09    | 4 / 17    | 2       |
|                         | Partido Popular                                       | 24 698  | 8,07 / 100,00   | 2,02    | 1 / 17    | Estável |
|                         | Iniciativa pela Catalunha Verdes-Esquerda Alternativa | 16 328  | 5,34 / 100,00   | 4,46    | 1 / 17    | 1       |
|                         | Outros                                                | 4 700   | 1,53 / 100,00   |         | 0 / 17    |         |
| Votos Inválidos         | Votos Inválidos                                       | 3 718   | 1,21 / 100,00   | Estável |           |         |
| Total                   | Total                                                 | 307 071 | 100,00 / 100,00 |         | 17 / 17   |         |
| Eleitorado/Participação | Eleitorado/Participação                               | 470 462 | 65,27 / 100,00  | 3,11    |           |         |

### Lérida
| Partido                 | Partido                                               | Votos   | %               | +/-  | Deputados | +/-     |
| ----------------------- | ----------------------------------------------------- | ------- | --------------- | ---- | --------- | ------- |
|                         | Convergência e União                                  | 84 410  | 41,44 / 100,00  | 6,66 | 7 / 15    | 1       |
|                         | Partido dos Socialistas da Catalunha                  | 45 723  | 22,45 / 100,00  | 7,06 | 4 / 15    | 1       |
|                         | Esquerda Republicana da Catalunha                     | 40 574  | 19,92 / 100,00  | 8,31 | 3 / 15    | 2       |
|                         | Partido Popular                                       | 19 690  | 9,67 / 100,00   | 1,70 | 1 / 15    | Estável |
|                         | Iniciativa pela Catalunha Verdes-Esquerda Alternativa | 8 863   | 4,35 / 100,00   | 3,86 | 0 / 15    | Estável |
|                         | Outros                                                | 2 410   | 1,19 / 100,00   |      | 0 / 15    |         |
| Votos Inválidos         | Votos Inválidos                                       | 2 889   | 1,42 / 100,00   | 0,01 |           |         |
| Total                   | Total                                                 | 204 559 | 100,00 / 100,00 |      | 15 / 15   |         |
| Eleitorado/Participação | Eleitorado/Participação                               | 312 438 | 65,47 / 100,00  | 4,66 |           |         |

### Tarragona
| Partido                 | Partido                                               | Votos   | %               | +/-  | Deputados | +/-     |
| ----------------------- | ----------------------------------------------------- | ------- | --------------- | ---- | --------- | ------- |
|                         | Convergência e União                                  | 106 589 | 33,76 / 100,00  | 7,54 | 7 / 18    | 1       |
|                         | Partido dos Socialistas da Catalunha                  | 89 109  | 28,22 / 100,00  | 5,89 | 5 / 18    | 1       |
|                         | Esquerda Republicana da Catalunha                     | 60 092  | 19,03 / 100,00  | 8,53 | 3 / 18    | 1       |
|                         | Partido Popular                                       | 37 183  | 11,78 / 100,00  | 1,15 | 2 / 18    | Estável |
|                         | Iniciativa pela Catalunha Verdes-Esquerda Alternativa | 16 419  | 5,20 / 100,00   | 4,42 | 1 / 18    | 1       |
|                         | Outros                                                | 3 231   | 1,02 / 100,00   |      | 0 / 18    |         |
| Votos Inválidos         | Votos Inválidos                                       | 4 436   | 1,41 / 100,00   | 0,13 |           |         |
| Total                   | Total                                                 | 317 059 | 100,00 / 100,00 |      | 18 / 18   |         |
| Eleitorado/Participação | Eleitorado/Participação                               | 514 103 | 61,67 / 100,00  | 3,35 |           |         |

## Resultados por Comarcas
| Comarca           | %    | %    | %    | %    | %      |
| Comarca           | PSC  | CiU  | ERC  | PP   | ICV-EA |
| ----------------- | ---- | ---- | ---- | ---- | ------ |
| Alt Camp          | 23,9 | 40,6 | 21,8 | 7,8  | 4,2    |
| Alt Empordà       | 24,3 | 37,8 | 20,9 | 10,8 | 4,0    |
| Alt Penedès       | 27,5 | 37,8 | 20,2 | 7,5  | 5,4    |
| Alt Urgell        | 20,9 | 44,9 | 20,8 | 8,0  | 4,1    |
| Alta Ribagorça    | 32,1 | 42,2 | 13,7 | 6,2  | 3,8    |
| Anoia             | 29,0 | 35,7 | 18,6 | 9,6  | 5,2    |
| Bages             | 25,8 | 39,5 | 20,5 | 7,0  | 5,5    |
| Baix Camp         | 28,3 | 33,2 | 19,2 | 12,2 | 5,2    |
| Baix Ebre         | 28,0 | 30,6 | 23,8 | 9,7  | 5,5    |
| Baix Empordà      | 26,7 | 38,2 | 19,6 | 7,7  | 5,4    |
| Baix Llobregat    | 40,6 | 22,6 | 12,1 | 12,8 | 9,3    |
| Baix Penedès      | 33,8 | 32,5 | 14,2 | 12,4 | 4,8    |
| Barcelonès        | 33,9 | 26,2 | 14,0 | 14,9 | 8,7    |
| Berguedà          | 22,6 | 43,3 | 23,6 | 5,4  | 3,6    |
| Cerdanha          | 18,6 | 43,4 | 22,8 | 9,1  | 3,7    |
| Conca de Barberà  | 16,9 | 42,2 | 28,4 | 6,5  | 4,4    |
| Garraf            | 33,1 | 29,7 | 15,3 | 13,1 | 6,9    |
| Garrigues         | 18,2 | 45,7 | 24,7 | 6,5  | 3,4    |
| Garrotxa          | 18,6 | 45,5 | 24,4 | 5,0  | 4,4    |
| Gironès           | 25,3 | 33,6 | 23,4 | 8,3  | 6,9    |
| Maresme           | 26,8 | 35,3 | 17,3 | 11,8 | 6,6    |
| Montsià           | 26,4 | 37,6 | 20,7 | 8,3  | 5,1    |
| Noguera           | 19,0 | 45,9 | 20,6 | 9,1  | 3,5    |
| Osona             | 15,7 | 44,6 | 28,0 | 5,0  | 4,5    |
| Pallars Jussà     | 24,7 | 46,4 | 17,7 | 5,4  | 4,3    |
| Pallars Sobirà    | 24,4 | 45,5 | 19,4 | 5,0  | 4,3    |
| Pla de l'Estany   | 12,9 | 45,5 | 29,7 | 5,3  | 4,7    |
| Pla d'Urgell      | 19,5 | 46,1 | 22,2 | 7,0  | 3,6    |
| Priorat           | 20,3 | 38,6 | 29,4 | 5,4  | 4,8    |
| Ribera d'Ebre     | 23,7 | 37,2 | 26,3 | 6,5  | 4,8    |
| Ripollès          | 20,1 | 45,8 | 22,4 | 4,7  | 4,6    |
| Segarra           | 13,9 | 41,5 | 27,2 | 8,9  | 3,9    |
| Segrià            | 26,3 | 37,1 | 17,1 | 12,1 | 5,2    |
| Selva             | 25,0 | 38,9 | 19,9 | 8,5  | 5,6    |
| Solsonès          | 14,8 | 49,4 | 24,5 | 5,8  | 3,5    |
| Tarragonès        | 30,9 | 30,4 | 15,0 | 15,9 | 5,9    |
| Terra Alta        | 23,2 | 43,9 | 16,9 | 11,3 | 3,2    |
| Urgell            | 17,4 | 42,8 | 25,5 | 8,6  | 3,7    |
| Vale de Aran      | 35,8 | 37,4 | 7,3  | 13,9 | 3,1    |
| Vallès Occidental | 35,6 | 27,7 | 14,5 | 11,1 | 8,7    |
| Vallès Oriental   | 31,3 | 33,4 | 16,0 | 10,3 | 7,1    |
| Catalunha         | 31,2 | 30,9 | 16,4 | 11,9 | 7,3    |